# Ciudad Universitaria (metropolitana di Madrid)
Ciudad Universitaria è una stazione della  linea 6 della metropolitana di Madrid. Si trova sotto alla Avenida Complutense, nei pressi della Ciudad Universitaria de Madrid, dove hanno sede l'Università Complutense, la Universidad Politécnica e la Universidad Nacional de Educación a Distancia.
Sui pavimenti della stazione sono rappresentati con piastrelle colorate, l'Orso e il Corbezzolo, simboli della capitale.

## Storia
La stazione è stata inaugurata il 13 gennaio 1987 con il tratto che va dalla stessa a Cuatro Caminos. Tra il 1994 e il 1995 la stazione è stata rimodellata, mentre venivano portati avanti i lavori per la trasformazione della linea 6 in linea circolare. Questi lavori portarono all'avvicinamento degli ingressi alla Avenida Complutense e all'installazione di ascensori.

## Accessi
Ingresso Ciudad Universitaria
- Facultades Piazza Ramón y Cajal (di fronte Facoltà di Medicina)
- Avda. Complutense Piazza Ramón y Cajal (di fronte E.I. Agrónomos)
- Ascensore Avenida Complutense, pari